# Krhljar
Krhljar ali krhljev molj, med čebelarji imenovan tudi pelodna vešča (znanstveno ime Plodia interpunctella) je nočni metulj iz družine vešč (Pyralidae), znan kot škodljivec, čigar gosenice se prehranjujejo s spravljenimi živili v človekovih bivališčih in skladiščih. Je eden najpomembnejših skladiščnih škodljivcev med metulji sploh.

## Opis
Odrasli so lahko prepoznavni, saj imajo vpadljiv dvobarven vzorec na sprednjem paru kril, z belo-sivo prvo tretjino in temnim rdečkasto rjavim preostankom. Preko kril merijo skoraj 2 cm. Gosenice so umazano bele barve in dosežejo 1,25 cm v dolžino.

## Ekologija in življenjski krog
Živi po vsem svetu, predvsem v toplih zmernih in tropskih območjih.
Je izrazito polifaga vrsta, saj se gosenice prehranjujejo z vsemi vrstami semen, posušenim sadjem in zelenjavo. Poleg tega je razmeroma dober letalec, zato hitro kolonizira nove vire hrane. Samica izleže jajčeca posamič ali v manjših skupinah neposredno na vir hrane ali embalažo. Pravkar izlegle ličinke so zelo majhne, tako da se lahko splazijo skozi najmanjše špranje v embalaži in se pričnejo prehranjevati v notranjosti semen. Okrog mesta prehranjevanja napeljejo svilnate niti. Ko gosenica konča razvoj, se zabubi v bližini.
Tako trajanje razvoja kot življenjska doba odraslih osebkov sta močno odvisna od okoljskih pogojev, predvsem temperature, vlažnosti in vrste hrane, življenjska doba odraslih pa tudi od priložnosti za parjenje. Življenjski krog lahko traja od približno enega meseca pa vse do deset mesecev ali več. Samica je spolno zrela zelo hitro po preobrazbi in izleže večino jajčec v prvih enem do štirih dneh. Gosenice so sposobne preiti v stanje diapavze ob neugodnih življenjskih pogojih, kar še povečuje sposobnost koloniziranja in otežuje nadzor.
Odrasle živali se ne prehranjujejo, njihova edina vloga je parjenje in iskanje novih mest za odlaganje jajčec. Privablja jih svetloba. Sporazumevajo se s feromoni, predvsem feromon, ki ga izloča samica, je močno privlačen za samce.
Gosenica pelodne vešče se hrani tudi s cvetnim prahom, ki ga spremeni v prah, prepreden s pajčevinastimi nitmi in iztrebki, zaradi česar velja za škodljivca v čebeljih panjih.